# Marcelin (Mokotów)
Marcelin – dawna osada, potem część miasta Warszawy, położona w dzielnicy Mokotów.

## Położenie i charakterystyka
Marcelin to część Warszawy, znajdująca się na terenie obszaru Miejskiego Systemu Informacji Sielce. Jej identyfikator SIMC to 0918382. Według państwowego rejestru nazw geograficznych punkt centralny znajduje się w okolicach ulic Zbyszka Cybulskiego i Stanisława Kierbedzia.
Osada Marcelin została założona w 1866 roku przez Marcelego Czuleńskiego, który zakupił grunt na licytacji działek powstałych w wyniku podziału majątku Sielce organizowanej przez księstwo łowickie. Jego powierzchnia wynosiła 10,5 ha (19 mórg). Hodowano tu warzywa. W 1871 roku właściciel otworzył popularną w swoim czasie restaurację działającą w miesiącach letnich, a która mieściła się w murowanej willi „Marcelin”. Obok otwarto szparagarnię, w której serwowano przekąski, wykwintne dania i śliwowicę. Nazwa osady ma charakter posesywny upamiętniający.
Marcelin był jednym z przystanków otwartej w 1892 roku kolei wilanowskiej.
W 1916 roku osada znalazła się w granicach Warszawy. Restauracja działała co najmniej do 1920 roku. W 1929 urządzono w niej schronisko dla samotnych i bezdomnych matek „Dom Matki i Dziecka”. Willa mieściła się pod adresem Droga Królewska 101 (późniejsza ulica Sobieskiego), gdzie następnie swoją siedzibę znalazła Krajowa Rada Radiofonii i Telewizji.
Na planie Lindleyów z 1901 roku zaznaczono Marcelin po zachodniej stronie przyszłej ulicy Sobieskiego, natomiast na późniejszych mapach, jak np. z 1931 roku, Marcelin znajduje się po wschodniej stronie ulicy, za Jeziorem Sieleckim, tam gdzie wskazuje państwowy rejestr nazw geograficznych.
W latach 60. XX w. część terenów dawnej osady weszła w skład osiedla Dolna-Sobieskiego.

## Inne informacje
Część miasta położona w dzielnicy Białołęka również nosi nazwę Marcelin.